# Ільзе ДеЛанге
Ільзе ДеЛанге (нід. Ilse DeLange), справжнє ім'я Ільзе Аннуска де Ланге (нід. Ilse Annoeska de Lange; нар. 13 травня 1977, Алмело, Нідерланди) — нідерландська кантрі- та поп-співачка, а також засновниця та солістка гурту The Common Linnets, у складі якого посіла друге місце на пісенному конкурсі «Євробачення» у 2014 році із піснею «Calm After The Storm».
У 1998, 2001, 2004, 2009, 2019 та 2020 роках Ільзе ДеЛанге ставала лауреаткою премії Edison, а її альбоми ставали платиновими 18 разів. 2019 року вона стала наставником Дункана Лоренса, який переміг на «Євробаченні» 2019 року із піснею «Arcade».

## Біографія
Ільзе ДеЛанге почала свою музичну кар'єру у віці 8 років як виконавиця ліпсінку, що принесло їй перемогу у низці конкурсів. Більшу увагу до себе вона привернула після початку живих виступів на локальних та національних талант-шоу у Гілверсумі, де записується більшість нідерландських ТВ-програм. Це допомогло їй провести кілька виступів на національному телебаченні.
Навесні 1994 року вона взяла участь у щорічному талант-шоу «SCPO» у місті Осс, де виступила спільно із гітаристом Йоопом ван Ліфландом та перемогла у категорії сольних виконавців. Згодом ДеЛанге утворила дует із ван Ліфландом, який відкрив їй шлях до кантрі, і у тому ж році вони виступили на врученні нідерландської премії Country Music Awards, проте, попри позитивні відгуки, це не посприяло її подальшій кар'єрі. Вона зв'язалася із представниками Warner Music, проте переговори перед підписанням контракту із нею тривали кілька років.
Також у 1994 році Ільзе взяла участь у фестивалі «Zangfestival der Onbekenden» (нід. «Пісенний фестиваль невідомих») у місті Ейндговен. Із своїми каверами на пісні «Daddy's Hands» Холлі Данн та «The Song Remembers When» Тріші Єрвуд вона перемогла на ньому та отримала можливість записати власне демо.
У 1996 році на Ільзе звернув увагу Генк-Ян Смітс, менеджер нідерландського музичного лейблу BMI Music, який переконав її долучитися до гурту «Wij». Невдовзі гурт випустив сингл «De Oorlog Meegemaakt» (нід. «Переживши війну»).

### 1998–1999 роки, прорив: альбоми «World of Hurt» та «Dear John»
У 1998 році, перебуваючи у складі гурту Cash On Delivery, Ільзе ДеЛанге вирушила до Нешвілла для запису свого дебютного альбому «World of Hurt» спільно із продюсером Баррі Бекеттом. Після виходу цього альбому у липні вона стала дуже популярною на батьківщині, адже він був записаний у місті, яке вважається столицею кантрі, а її дебютний сингл, «I'm Not So Tough», посів 35-ту позицію у топ-40 пісень у Нідерландах. Цей альбом ДеЛанге п'ять разів став платиновим і загалом у різних країнах було продано 450 тисяч його копій. Також у Нідерландах Ільзе отримала у 1999 році нагороди TMF Award та Edison за свої музичні здобутки. Попри те, що альбом став успішним, наступні сингли із нього, «World of Hurt» «I'd Be Yours» та «When We Don't Talk» до топу пісень не потрапили. Альбом також не вийшов у США, попри інтерес через участь запрошеного до запису альбому Вінса Гілла та два кавери Ільзе на пісні американських кантрі-виконавиць.
Наступного, 1999 року, після успішного виступу на турі «Marlboro Flashbacks», організованому тютюновою компанією Marlboro для рекламних цілей, ДеЛанге випускає концертний альбом «Dear John» ― збірку каверів на пісні Джона Гайятта, виконаних на концерті в Амстердамі 26 травня того ж року. Вона також вирушила у кількамісячний тур на підтримку альбому, який згодом став платиновим у Нідерландах; було продано 80 тисяч його копій.
Після цього ДеЛанге знову вирушила до США для запису свого наступного альбому.

### 2000–2002 роки: альбом «Livin' on Love» та перерва у творчій діяльності
У середині 2000 року почали ширитися чутки про новий альбом ДеЛанге, перший сингл із якого, «Livin' on Love», вийшов у жовтні та посів 37-му позицію у топі-40 пісень у Нідерландах. Власне альбом вийшов у листопаді того ж року, і представлені у ньому композиції відрізнялися від дебютної платівки, набувши більше поп-рокових рис, через що у колах поціновувачів кантрі цей альбом не справив великого успіху. Попри велику рекламну кампанію на підтримку цього альбому йому не вдалося повторити успіх платівки «World of Hurt»; він посів 5-ту позицію серед найкупованіших платівок, але все ж став платиновим. Другий її сингл, «I Still Cry», до чартів не потрапив.
У 2001 році ДеЛанге почала тур на підтримку альбому, у рамках якого виступила на численних сценах і театрах по всій країні. Тим часом Warner Music намагалися представити цей альбом у США, проте попри те, що він мав вийти і там, американські звукозаписуючі лейбли вважали платівку надто старомодною для нульових років. Через це ДеЛанге порвала контакти із Америкою та сконцентрувалася на своїй діяльності у країнах Бенілюксу. Також у 2001 році вона здобула нагороду Edison Awards як найкращий нідерландський виконавець.
Ділові проблеми та напружений гастрольний графік виснажили співачку; під час свого виступу в Амстердамі вона мала проблеми з голосом та оголосила прихильникам про те, що не може продовжувати виступ. За порадою лікарів вона взяла кількатижневу відпустку. Пізніше у тому ж році вона виступила на фестивалі Parkpop.

### 2003 рік: альбом «Clean Up»

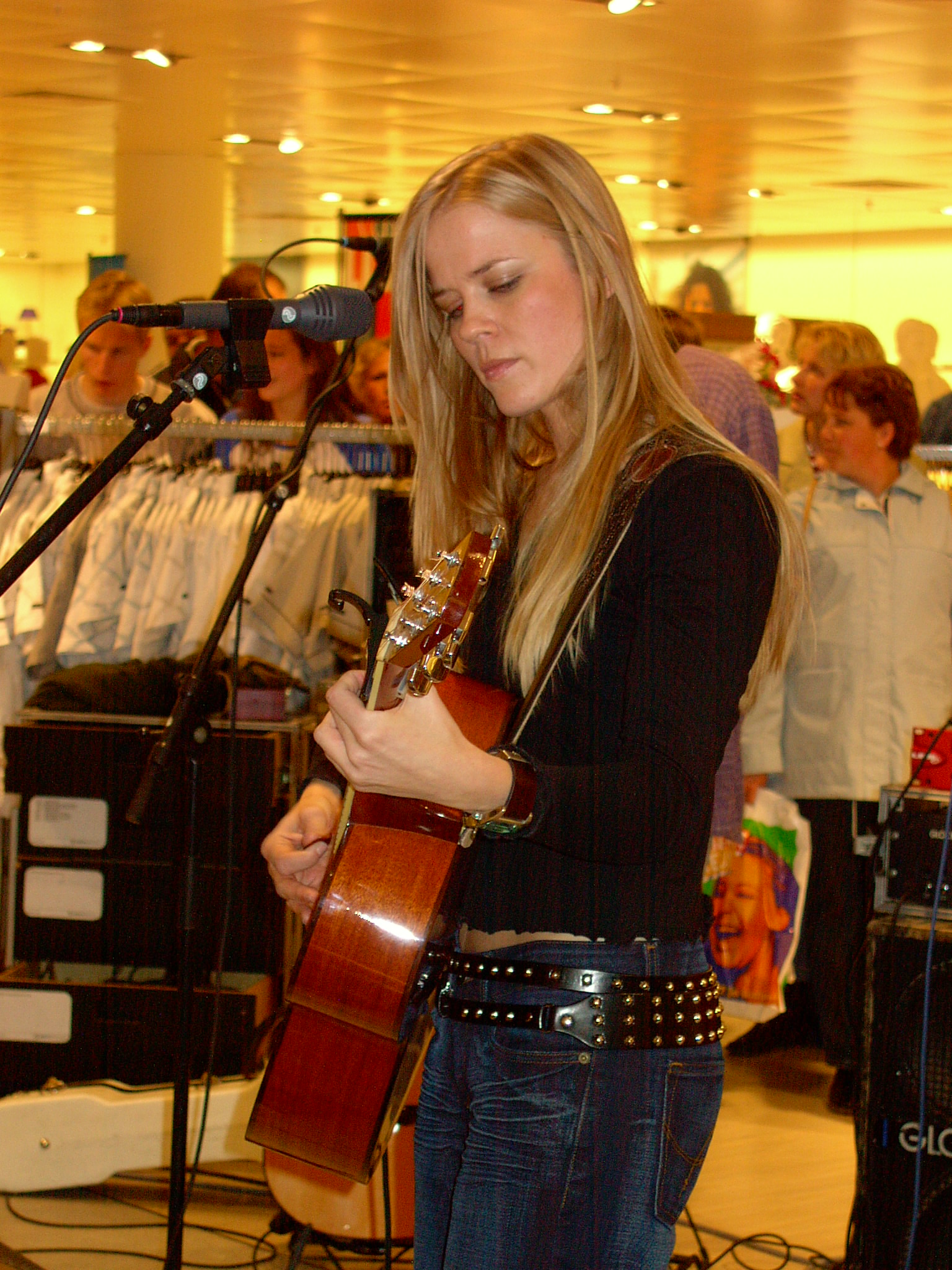
Ільзе ДеЛанге у 2003 році

На початку 2002 року Ільзе ДеЛанге випустила спільно із гуртом «Rosemary’s Sons» сингл «Shine».
У 2002 році Ільзе ДеЛанге разом із своїм партнером Бартом Верґоосеном, ударником у її групі, вирушила на 9 місяців до США для праці над новим альбомом. Під час запису ДеЛанге зіграла украй важливу та креативнішу роль у своїй музиці, а також написала тексти до усіх пісень альбому, багато із яких були автобіографічними. У квітні 2003 році вона випустила свій третій студійний альбом під назвою «Clean Up», який продовжив поп-рокове звучання, із яким вона експериментувала у попередній платівці «Livin' on Love»; цей альбом посів перше місце у топ-чартах та отримав статус золотого. ДеЛанге була дуже задоволена цим альбомом, який завдяки новому звучанню став дуже успішним. Вона також брала участь у запису диску для організації War Child та виступала на концерті на його підтримку разом із Трейнтьє Остергейс.
Попри успіх альбому «Clean Up» перший сингл з альбому, «No Reason To Be Shy», такого успіху не здобув, тому звукозаписуюча компанія вирішила не випускати синглів надалі, а сконцентруватися на компіляційному альбомі; він вийшов у жовтні того самого року під назвою «Here I Am —  1998/2003» і став золотим.
За альбом «Clean Up» у 2004 році ДеЛанге здобула нагороду Edison Awards як найкраща співачка року.
Сингл «Before You Let Me Go», який ДеЛанге записала спільно із поп-гуртом «Kane» став її першим синглом, який посів третю сходинку у хіт-параді синглів.

### 2004–2007 роки: пошуки нового лейблу та альбом «The Great Escape»

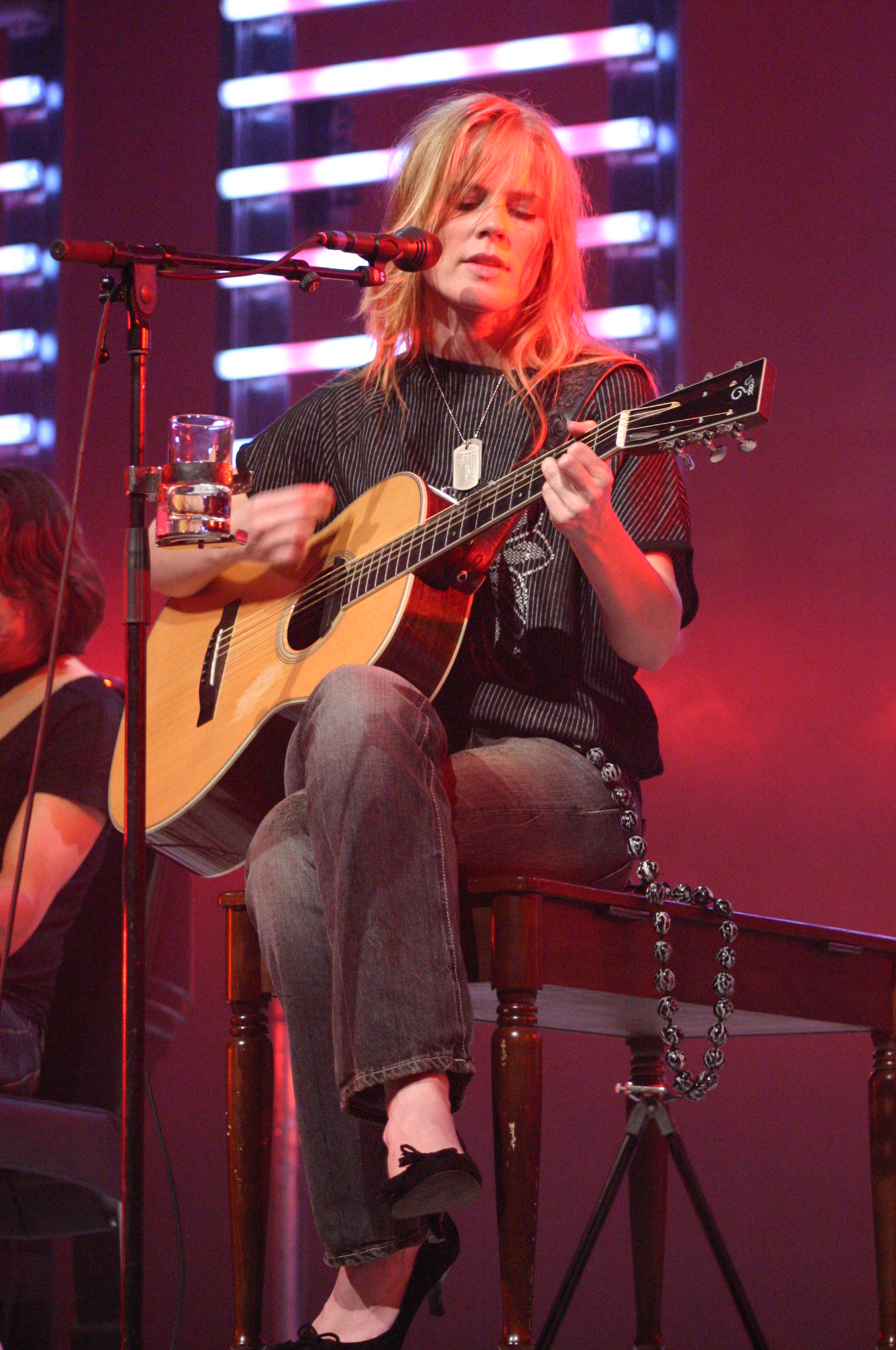
Ільзе ДеЛанге у 2005 році

На початку 2004 року нідерландський відділ звукозаписуючої компанії Warner Music був закритий, і таким чином Ільзе втратила свій контракт. У квітні того ж року вона записала досить успішну пісню «Blue» спільно з італійським співаком Zucchero. Наприкінці 2005 року Ільзе вирушила у гастрольний тур, не випустивши альбому та не маючи навіть контракту зі студією звукозапису; квитки на кожен концерт були розпродані. Вона почала запис нового альбому під час перебування у США у співпраці із продюсером Патріком Леонардом, і пізніше того ж року вона підписала контракт із Universal Music.
Першим синглом ДеЛанге, що вийшов із новим лейблом, стала композиція «The Great Escape», що посіла 11-ту позицію у нідерландському топ-40; її однойменний четвертий альбом вийшов 16 червня 2006 року. Він став золотим вже через тиждень після виходу та через кілька місяців здобув статус двічі платинового (із 70 тисячами проданих екземплярів); за нього у 2006 році співачка отримала свою другу нагороду TMF Award.
У вересні 2006 року вийшов сингл «The Lonely One», який посів 12-те місце у нідерландському Single Top 100.
У ході турне Марко Борсато «Symphonica i Rosso» у місті Арнем на стадіоні ГелреДом ДеЛанге кілька разів виступила як спеціальний гість. У грудні вона влаштувала мінітурне Нідерландами, квитки на усі виступи якого також були розпродані. Третій сингл з альбому, «I Love You», вийшов у лютому 2007 року та посів у топі-40 35-тю позицію; ця пісня ввійшла до саундтреку нідерландської адаптації фільму «Сталеві магнолії». Того ж місяця співачка повідомила, що хоче влаштувати власний концерт 5 квітня 2007 року на сцені Heineken Music Hall в Амстердамі у зв'язку із успіхом після виходу нового альбому. Через швидко розпродані квитки було вирішено провести концерт також 4 квітня. У червні 2007 року вийшов промо-сингл «Reach for the Light», виданий як платне завантаження через що не потрапив до чартів.
26 жовтня 2007 року ДеЛанге випустила свій другий концертний альбом «Live», що містив записи її виступів на квітневих концертах. Згодом діджей Армін ван Бюрен зробив транс-ремікс на її композицію «The Great Escape», який увійшов до списку топ-20 2007 року на його радіошоу «A State of Trance». ДеЛанге також виконала її спільно із ван Бюреном під час його сету Armin Only на сцені Rotterdam Ahoy.

### 2008–2010 роки: альбом «Incredible» та EP «Next to Me»
У 2008 році ДеЛанге оголосила, що із 20 лютого 2008 року перебуватиме у шведському Гетеборзі, де буде писати пісні та готувати матеріал для нового альбому. До того вона працювала в Англії з тими самими авторами, які брали участь у роботі над дебютним альбомом Джеймса Моррісона.
3 вересня 2008 року Ільзе відвідала кілька радіостанцій, щоб заспівати свій новий сингл, який мав вийти 19 вересня 2008 року; це був перший сингл із її майбутнього альбому, «So Incredible», кліп на який вона знімала в Лос-Анджелесі. 1 листопада 2008 року сингл посів перше місце у топі-100. Ця пісня у 2016 році також була виконана на нідерландському шоу The Voice Kids, де ДеЛанге була суддею; участницю, яка заспівала її, журі не узяло до проєкту, проте Ільзе заспівала цю пісню разом із нею.
Альбом «Incredible» вийшов 17 жовтня 2008 року та менше, ніж за місяць став платиновим завдяки 60 тисячам проданих екземплярів; загалом він став платиновим 5 разів. Її наступний сингл «Miracle» дотепер є її найбільшим успіхом, — композиція посіла перше місце у нідерландському топі-40. Він був написаний як заголовна композиція нідерландського фільму «Bride Flight». Третій сингл ДеЛанге, «Puzzle Me», посів 9-те місце у чартах, а четвертий, вийшов лише для радіо «We're Alright», 21-ше місце.
Після випуску нового концертного альбому «Live in Ahoy» у 2009 році Ільзе почала працювати над новим матеріалом. 14 липня 2010 року вийшов сингл «Next To Me», що посів 9-те місце. Її наступний EP, «Next To Me», записаний у Нешвіллі, вийшов 27 серпня 2010 року. До нього увійшло усього 8 треків, а сама співачка пояснила це тим, що «хотіла випускати новий матеріал частіше, проте через напружений гастрольний графік та зобов'язання за контрактом не мала часу записати повноцінний альбом». Другий сингл, «Beautiful Distraction», посів 18-ту позицію у чартах, а третій, «Carousel», — 32-гу.
«Next To Me» посів високі позиції у нідерландському iTunes Store та швидко здобув статус золотого. На початку 2011 року «Next To Me» став двічі платиновим.

### 2010–2012 роки: альбом «DoLuv2LuvU» та «Eye of the Hurricane»

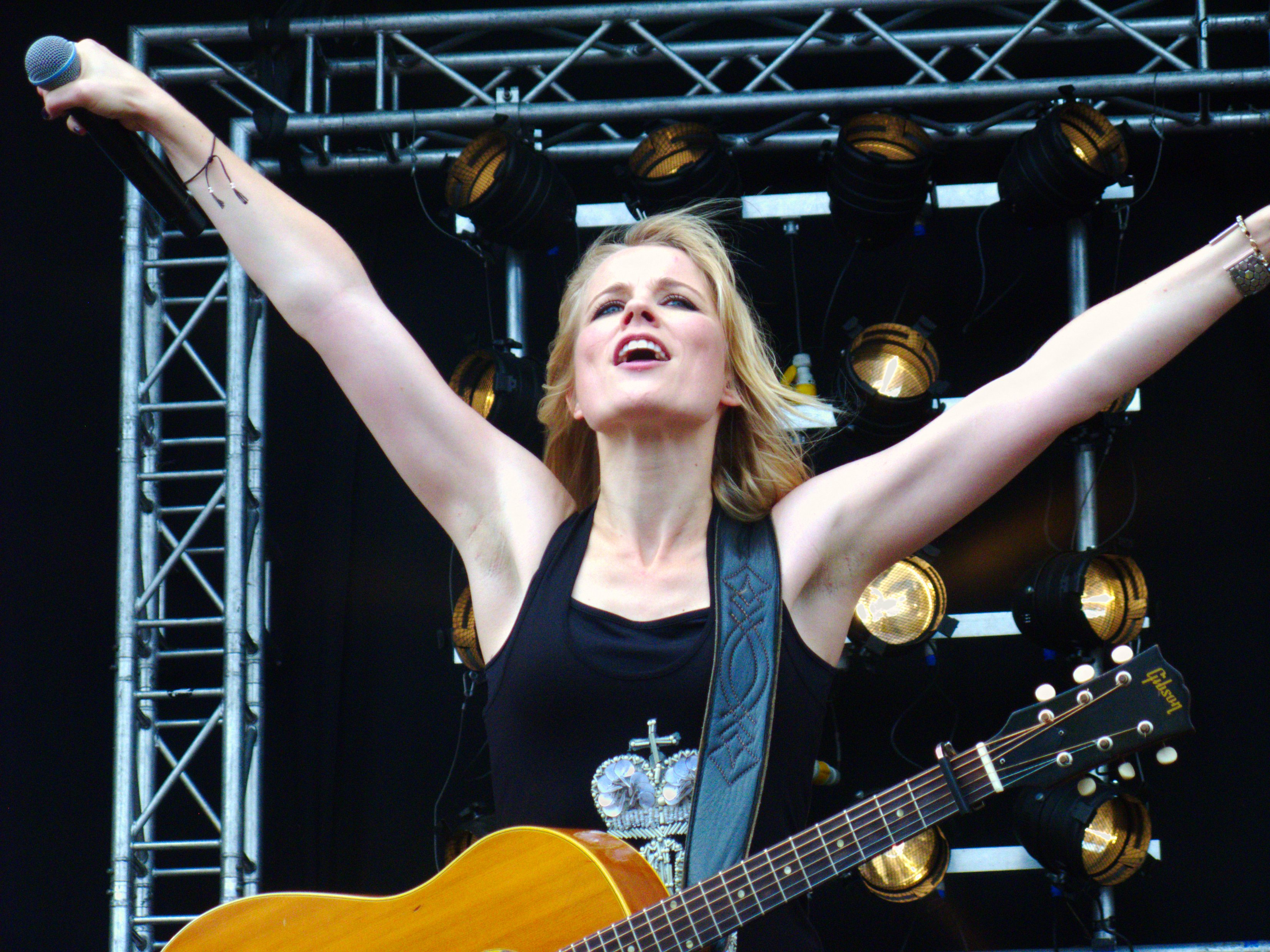
Ільзе ДеЛанге на фестивалі «Zwarte Cross» у 2011 році

У 2011 році ДеЛанге через свою мрію закріпитися у США об'єдналася із продюсером Метью Вайлдером для створення звучання, яке, можливо, дещо б відрізнялося від її традиційного репертуару, проте дало б можливість конкурувати з американськими хітами.  У листопаді того ж року Ільзе ДеЛанге випустила свій новий сингл «DoLuv2LuvU», який став темою щорічної благодійної події, влаштованої однією із нідерландських радіостанцій. Під час рекламної кампанії синглу співачка дізналася, що її батько невиліковно хворий, а отже, одразу припинила всі виступи та відклала запис нового альбому «DoLuv2LuvU». Попри завершення промокампанії пісня все одно посіла 14-ту позицію у чартах. Через день після смерті батька, 10 січня 2012 року, ДеЛанге виклала у Твіттері акустичну версію пісні «Without You», яка увійшла до її концертного альбому 2007 року. Пізніше того ж року вона розповіла, що альбом «DoLuv2LuvU» був відкладений, а сама вона почала записувати новий через те, що не могла налаштуватися на настрій альбому після смерті батька. Втім, вона не виключала можливості його випуску в майбутньому.
У червні 2012 року вийшов перший сингл із її наступного альбому, «Hurricane», який посів сьоме місце у національному топі-10. Її сьомий альбом, «Eye of the Hurricane», вийшов 14 вересня 2012 року та став платиновим вже за кілька тижнів. Другий сингл, «Winter of Love», посів 20-ту сходинку, а третій, «We Are One», — 33-тю. Випуск альбому також ознаменувався концертом на сцені GelreDome в Арнемі у вересні. Цей концерт мав відбутися у березні 2012 року, проте був перенесений через хворобу батька ДеЛанге.

### 2013–дотепер

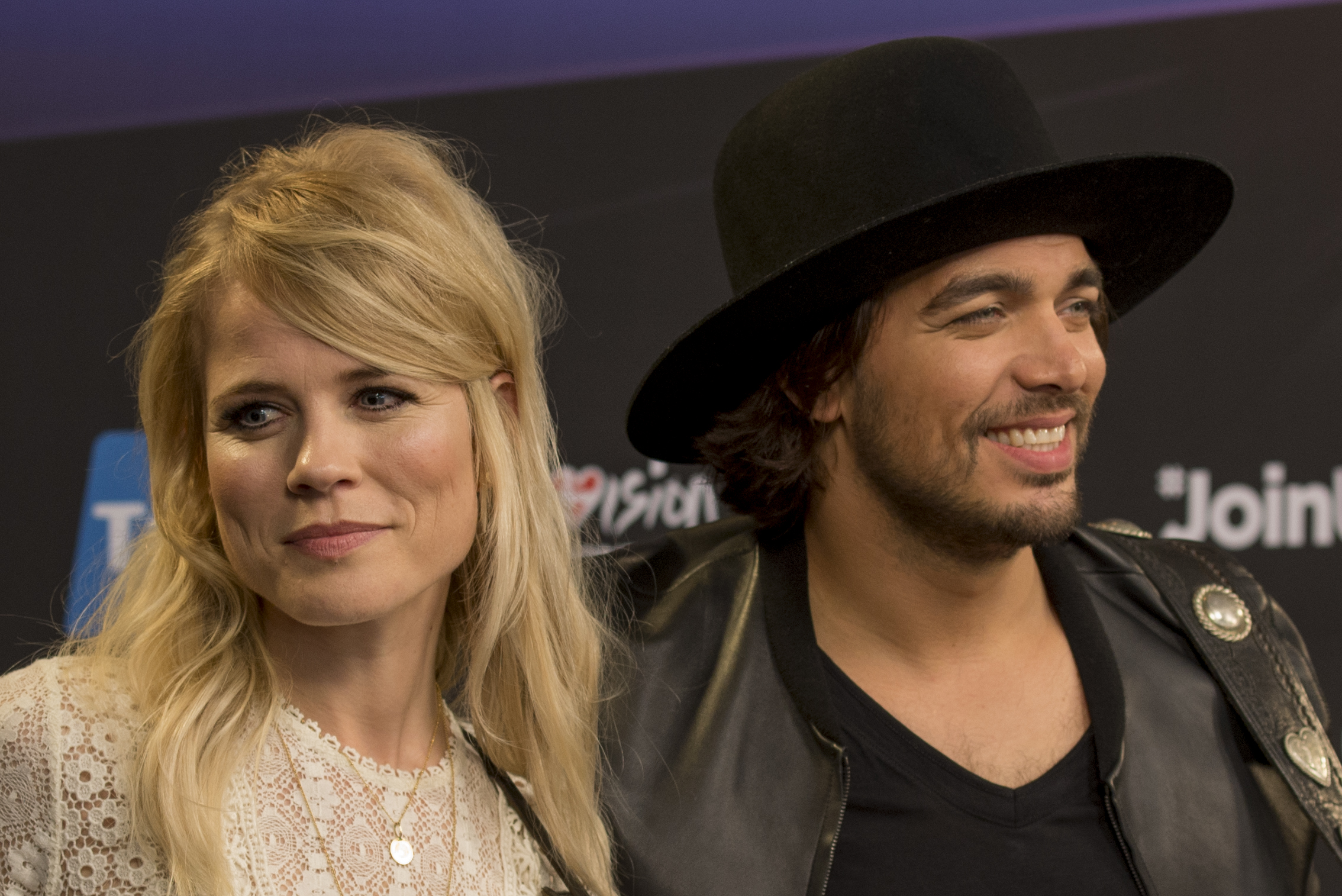
Гурт «The Common Linnets» на Євробаченні у 2014 році

У 2013 році Ільзе ДеЛанге стала тренером четвертого сезону шоу «The Voice of Holland» разом із Марко Борсато, Трейнтьє Остергейс та Ali B. Із початком живих виступів ДеЛанге випустила свою другу збірку пісень під назвою «After The Hurricane», перший сингл із якого, «Blue Bittersweet», був написаний для нідерландського фільму «Het Diner» («Вечеря») та посів 8-му позицію у чартах.
Разом із співаком Waylon у складі гурту «The Common Linnets» із піснею «Calm After the Storm» ДеЛанге представляла Нідерланди на пісенному конкурсі Євробачення 2014 року у Копенгагені. Спочатку ДеЛанге не хотіла брати участі у конкурсі, але після виступу Анук у 2013 році змінила свою думку. Вони посіли друге місце у фіналі конкурсу, поступившись Кончиті Вюрст з Австрії. Після цього ДеЛанге повернулася до жюрі 5-го сезону «The Voice of Holland»; від участі у 6-му сезоні ДеЛанге відмовилася через бажання приділяти більше уваги міжнародній кар'єрі у складі «The Common Linnets». Проте вона стала суддею п'ятого сезону «The Voice Kids». 2018 року вона також була у складі журі «The Voice Senior».
7 грудня 2017 року також стало відомо, що ДеЛанге зіграє роль в останньому сезоні серіалу «Нешвілл»; вона зіграла тренера талант-шоу. Цей сезон транслювався у США у 2018 році. У тому ж році, 6 років потому, вийшов новий сольний альбом Ільзе ― «Ilse DeLange».
21 січня 2019 року було оголошено, що співак Дункан Лоренс представить Нідерланди на конкурсі Євробачення 2019 у Тель-Авіві. Лоренс був відомий до того як учасник п'ятого сезону «The Voice of Holland» у команді Ільзе ДеЛанге, який увійшов до напівфіналу шоу. ДеЛанге також була консультантом і наставником Лоренса та їздила до Ізраїлю у складі його команди; також вона зрежисувала його виступ. Врешті-решт Лоренс виграв конкурс зі своєю піснею  «Arcade».
У вересні 2019 року ДеЛанге у співпраці з американським продюсером Ті-Боуном Бернеттом випустила новий альбом «Gravel & Dust» та отримала за нього премію Edison Awards. Співачка також вирушила у тур Нідерландами, що тривав із жовтня по грудень цього ж року.
У січні 2020 року Ільзе почала співпрацю із німецькими авторами пісень та продюсерами в Німеччині, результатом якої став альбом «Changes», що вийшов 15 травня. Окрім цього, ДеЛанге виступала у німецькому тв-шоу «Sing meinen Song - Das Tauschkonzert», де виконала кілька пісень інших виконавців. Після виходу епізоду, у якому можна було виконувати пісні самої ДеЛанге, її попередні сингли та альбоми почали завантажуватися користувачами німецького iTunes, а з альбомом «Changes» співачка змогла зайняти своє місце у німецьких чартах. Також з лютого по березень ДеЛанге брала участь у 14-му сезоні німецького танцювального шоу «Let’s Dance».
Через пандемію COVID-19 Євробачення 2020 було скасоване. 16 травня, у запланований день проведення його фіналу, організація ProSieben провела альтернативне тв-шоу «Free European Song Contest»; загалом у цьому конкурсі в Кельні взялі участь представники п'ятнадцяти країн, а сама ДеЛанге представляла Нідерланди зі своїм синглом «Changes» і посіла друге місце ― переміг представник Іспанії Ніко Сантос. EBU також провело альтернативне ТВ-шоу «Eurovision: Europe Shine a Light», що проходило у Гілверсумі, під час якого виконувались як хіти артистів, що раніше брали участь у конкурсі, так і нові пісні. Ільзе ДеЛанге виступила тут разом із Міхаелем Шульте (представник Німеччини у 2018 році), із яким пізніше також записала дует для свого альбому «Changes»; на шоу вони разом виконали пісню «Ein Bisschen Frieden» з Євробачення 1982 року.

## Дискографія

### Альбоми

#### Студійні
| Рік  | Назва                | Лейбл                   |
| ---- | -------------------- | ----------------------- |
| 1998 | World oh Hurt        | Warner Music            |
| 2000 | Livin' on Love       | Warner Music            |
| 2003 | Clean Up             | Warner Music            |
| 2006 | The Great Escape     | The Entertainment Group |
| 2008 | Incredible           | Universal Music         |
| 2010 | Next to Me           | Firefly Records         |
| 2012 | Eye of the Hurricane | Firefly Records         |
| 2018 | Ilse DeLange         | Firefly Records         |
| 2019 | Gravel & Dust        | Firefly Records         |
| 2020 | Changes              | Embassy of Music        |

#### Концертні
| Рік  | Назва               |
| ---- | ------------------- |
| 1999 | Dear John           |
| 2007 | Live                |
| 2009 | Live in Ahoy        |
| 2011 | Live in Gelredome   |
| 2012 | Live in Gelredome 2 |

#### Збірки
| Рік  | Назва                                      |
| ---- | ------------------------------------------ |
| 2003 | Here I Am                                  |
| 2013 | After The Hurricane - Greatest Hits & More |

### Сингли
| Рік  | Назва                                  | Альбом               |
| ---- | -------------------------------------- | -------------------- |
| 1998 | I'm Not So Tough                       | World of Hurt        |
| 1998 | World oh Hurt                          | World of Hurt        |
| 1998 | I'd Be Yours                           | World of Hurt        |
| 1999 | When We Don't Talk                     |                      |
| 2000 | Livin' on Love                         | Livin' on Love       |
| 2001 | I Still Cry                            | Livin' on Love       |
| 2002 | Shine (спільно із Rosemary's Sons)     |                      |
| 2003 | No Reason To Be Shy                    | Clean Up             |
| 2003 | Before You Let Me Go (спільно із Kane) |                      |
| 2003 | Wouldn't That Be Something             | Here I Am            |
| 2004 | All The Answers                        | Here I Am            |
| 2005 | Blue (спільно із Zucchero)             |                      |
| 2006 | The Great Escape                       | The Great Escape     |
| 2006 | The Lonely One                         | The Great Escape     |
| 2007 | I Love You                             | The Great Escape     |
| 2007 | Reach for the Light                    | The Great Escape     |
| 2008 | So Incredible                          | Incredible           |
| 2009 | Miracle                                | Incredible           |
| 2009 | Puzzle Me                              | Incredible           |
| 2009 | We're Alright                          | Incredible           |
| 2010 | Next to Me                             | Next to Me           |
| 2010 | High Places                            | Next to Me           |
| 2010 | Beautiful Distraction                  | Next to Me           |
| 2011 | Carousel                               | Next to Me           |
| 2011 | DoLuv2LuvU (Do Love To Love You)       |                      |
| 2012 | Without You (acoustic)                 | Eye of the Hurricane |
| 2012 | Hurricane (Ilse DeLange)               | Eye of the Hurricane |
| 2012 | Winter Of Love                         | Eye of the Hurricane |
| 2013 | We Are One                             | Eye of the Hurricane |
| 2013 | Blue Bittersweet                       |                      |
| 2018 | OK                                     |                      |
| 2018 | Lay Your Weapons Down                  |                      |
| 2019 | Gravel & Dust                          |                      |
| 2020 | Changes                                |                      |
| 2020 | Wrong Direction                        |                      |
| 2020 | Way back home                          |                      |
| 2020 | Somewhere Only We Know (live)          |                      |
| 2021 | I will help you                        |                      |

### DVD
| Рік  | Назва             |
| ---- | ----------------- |
| 2009 | Live in Ahoy      |
| 2011 | Live in Gelredome |

## Нагороди
| Рік                              | Категорія                            | Жанр   | Запис            |
| -------------------------------- | ------------------------------------ | ------ | ---------------- |
| Country Music Association Awards |                                      |        |                  |
| 2020                             | Jeff Walker Global Achievement Award | кантрі | -                |
| TMF Awards                       |                                      |        |                  |
| 1999                             | Найкращий новий виконавець           | -      | -                |
| 2006                             | Найкращий альбом                     | поп    | The Great Escape |
| Edison Awards                    |                                      |        |                  |
| 1998                             | Найкраща виконавиця                  | поп    | World of Hurt    |
| 2001                             | Найкращий виконавець року            | поп    | Livin' on Love   |
| 2001                             | Найкраща співачка                    | поп    | Livin' on Love   |
| 2004                             | Clean Up                             | поп    |                  |
| 2009                             | Incredible                           | поп    |                  |
| 2020                             | Найкращий альбом року                |        | Changes          |
| 3FM Awards                       |                                      |        |                  |
| 2007                             | Найкраща співачка                    |        |                  |
| 2009                             | Найкраща пісня                       | поп    | Incredible       |
| 2009                             | Найкращий альбом                     | поп    | Incredible       |
| 2009                             | Найкраща співачка                    | поп    | Incredible       |
| 2010                             | Найкращий поп-виконавець             | поп    | Incredible       |
| 2012                             | Найкраща співачка                    | поп    |                  |
| 2015                             | Найкраща співачка                    |        |                  |